# Middelhagen
Middelhagen ist seit dem 1. Januar 2018 ein Ortsteil der Gemeinde Mönchgut im Landkreis Vorpommern-Rügen auf der Insel Rügen in Mecklenburg-Vorpommern. Bis zum 31. Dezember 2017 war Middelhagen eine eigenständige Gemeinde mit den Ortsteilen Alt Reddevitz, Lobbe und Mariendorf.

## Geografie

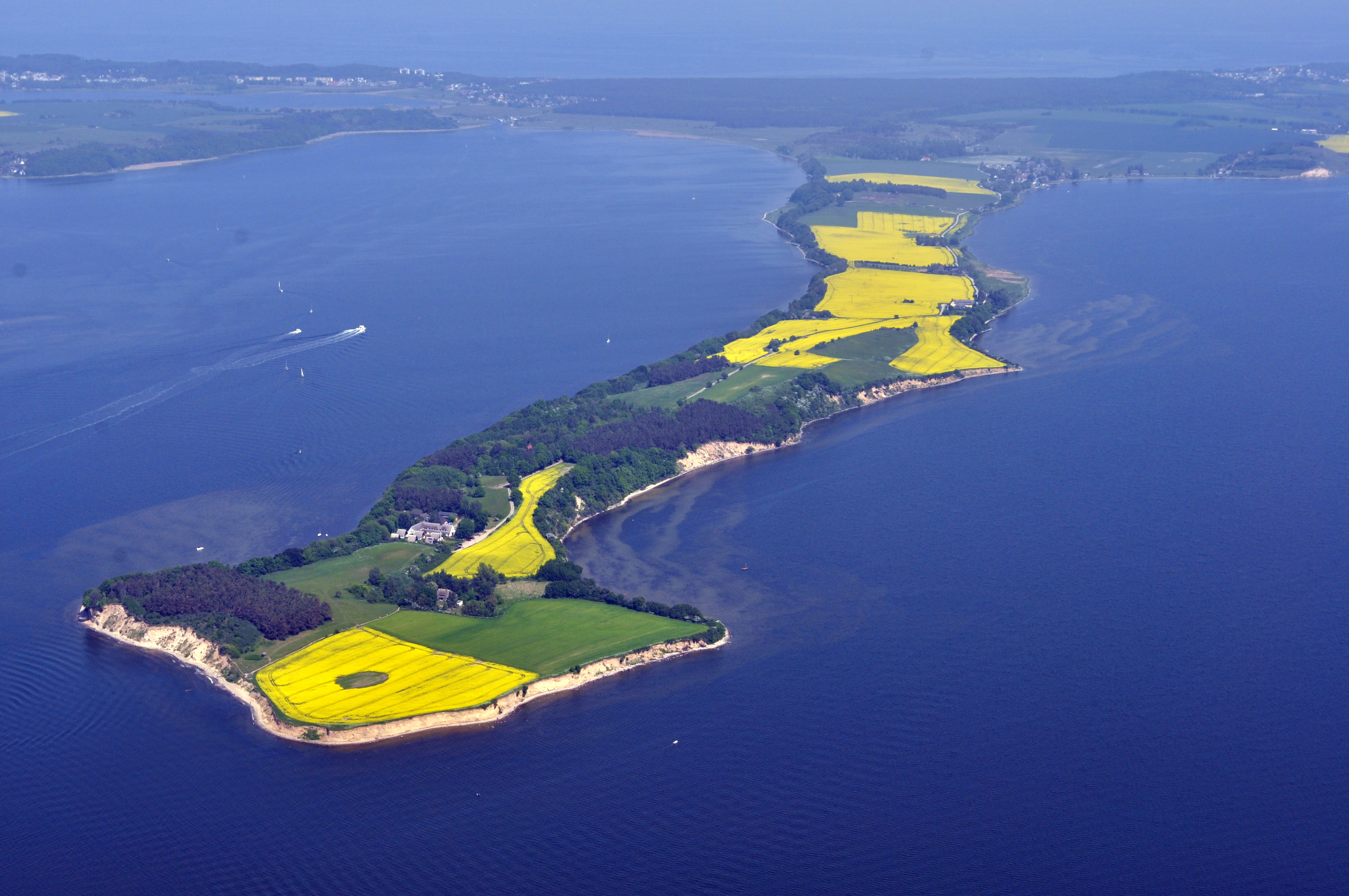
Die Reddevitzer Höft (2011)

Middelhagen liegt etwa 20 Kilometer südöstlich von Bergen auf Rügen auf der Halbinsel Mönchgut. Im Süden grenzt der Ort an den Rügischen Bodden mit der Bucht Having im Norden und der Hagenschen Wiek im Süden. Bei Alt-Reddevitz ragt die fast fünf Kilometer lange, aber nur 500 Meter breite Halbinsel Reddevitzer Höft in Form einer Landzunge in den Bodden. Das Höft wird vorwiegend landwirtschaftlich genutzt. Middelhagen liegt im Biosphärenreservat Südost-Rügen.

## Ehemalige Gemeinde
Die ehemalige Gemeinde Middelhagen hatte eine Fläche von 9,62 km² und 603 Einwohner (Stand 31. Dezember 2015). Sie wurde vom Amt Mönchgut-Granitz mit Sitz in der Gemeinde Baabe verwaltet. Letzter Bürgermeister war Ulrich Kliesow.

## Geschichte
Alt Reddevitz
Der Ort wurde berühmt durch ein Großsteingrab in seinem Ortsgebiet, das „Herzogsgrab“. Es ist noch heute zu sehen, es wurde mehrfach ausgegraben. Es wurden viele Funde geborgen.
Das Großsteingrab wurde 1926 durch Klinghardt ausgegraben. Auf dem nördlichen Abschlussstein befinden sich zwei Schälchen von 3 cm Durchmesser und 1,5 cm Tiefe. Auf der Oberfläche des neben dem nördlichen Abschlussstein befindlichen Trägers der westlichen Trägersteine sind vier gut zu erkennende Schälchen von 3,5 cm Durchmesser und 1 cm Tiefe vorhanden.
Das Herzogsgrab ist eines der bekanntesten Großsteingräber Rügens. Entdeckt wurde es vor 1922 von dem verstorbenen Lehrer und Heimatforscher Fritz Worm aus Alt Reddevitz. Einer alten Sage nachgehend grub er am Weg vom Mönchgut nach Alt Reddevitz mehrere Findlingsblöcke frei. Dann stieß er auf die Umfassungssteine der Grabkammer. Sie war Bestattungsstätte einer Sippe der Jungsteinzeit. Neun Blöcke mit den glatten Seiten nach innen umfassen die Kammer, Die Nordwand wird durch einen großen Block gestützt. Der Eingang im Süden besteht aus 2 senkrechten Steinplatten. Der Kammerboden bestand aus Stein- und Tonschichten. Die Toten wurden übereinander beigesetzt, es waren 38–40 Skelette ermittelbar. 50 Tongefäße, Bernsteinperlen an 80 Stellen und viele Feuersteingeräte gehörten zu den Beigaben.
Das Grab ist heute recht unspektakulär, die damaligen Funde mit der Vielzahl der bestatteten Individuen waren aber eine Sensation.
Lobbe
Das Dorf liegt südöstlich von Middelhagen an der Landstraße in Richtung Thiessow im Biosphärenreservat Südost-Rügen.
Middelhagen
Middelhagen wurde um 1250 erstmals urkundlich erwähnt.
Der Ort war bis 1326 Teil des Fürstentums Rügen und danach des Herzogtums Pommern. Mit dem Westfälischen Frieden von 1648 wurde Rügen und somit auch das Gebiet von Lancken-Granitz ein Teil von Schwedisch-Pommern. Im Jahr 1815 kam Middelhagen als Teil von Neuvorpommern zur preußischen Provinz Pommern.
Seit 1818 gehörte Middelhagen zum Kreis bzw. Landkreis Rügen, nur in den Jahren 1952 bis 1955 gehörte es zum Kreis Putbus. Die Gemeinde gehörte danach bis 1990 zum Kreis Rügen im Bezirk Rostock und wurde im selben Jahr Teil des Landes Mecklenburg-Vorpommern. Der seit 1990 wieder so bezeichnete Landkreis Rügen ging 2011 im Landkreis Vorpommern-Rügen auf.
Zum 1. Januar 2018 schloss sich Middelhagen mit Gager und Thiessow zur neuen Gemeinde Mönchgut zusammen.
Im Frühjahr 2022 wurde ein etwa neun Kilometer langer Rundwanderweg eröffnet. Der Weg beginnt an der Kurverwaltung Middelhagen und führt über das Herzogsgrab und Alt Reddevitz zurück nach Middelhagen.

## Wappen
Das Wappen wurde am 19. März 1987 von der Gemeindevertretung angenommen und unter der Nr. 105 der Wappenrolle von Mecklenburg-Vorpommern registriert.
Blasonierung: „Geteilt von Silber über Rot; oben ein wachsender, gold bewehrter roter Greif mit einem goldenen Abtstab in den Fängen; unten ein goldenes Zelt, begleitet: rechts von einer goldenen Ähre und links von einem aufrechten silbernen Fisch.“
Das Wappen wurde von dem Sagarder Gerhard Koggelmann gestaltet.

## Sehenswürdigkeiten
- Dorf Alt Reddevitz (älteste Reihenhaussiedlung auf Rügen)
- Großsteingrab „Herzogsgrab“
- Schulmuseum
- St.-Katharinen-Kirche (Middelhagen)
- Windschöpfwerk Lobbe (technisches Denkmal)

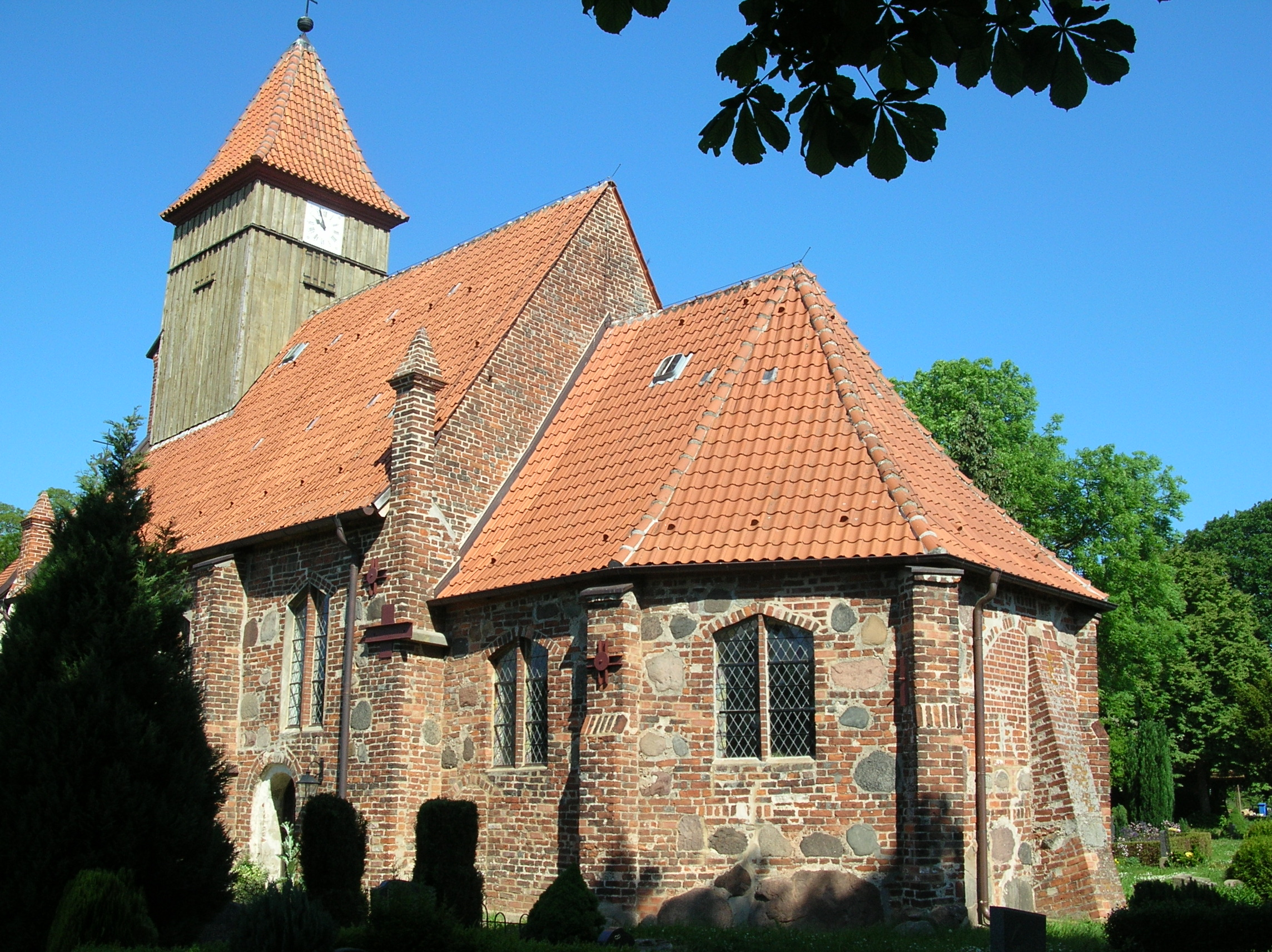
Kirche St. Katharina in Middelhagen
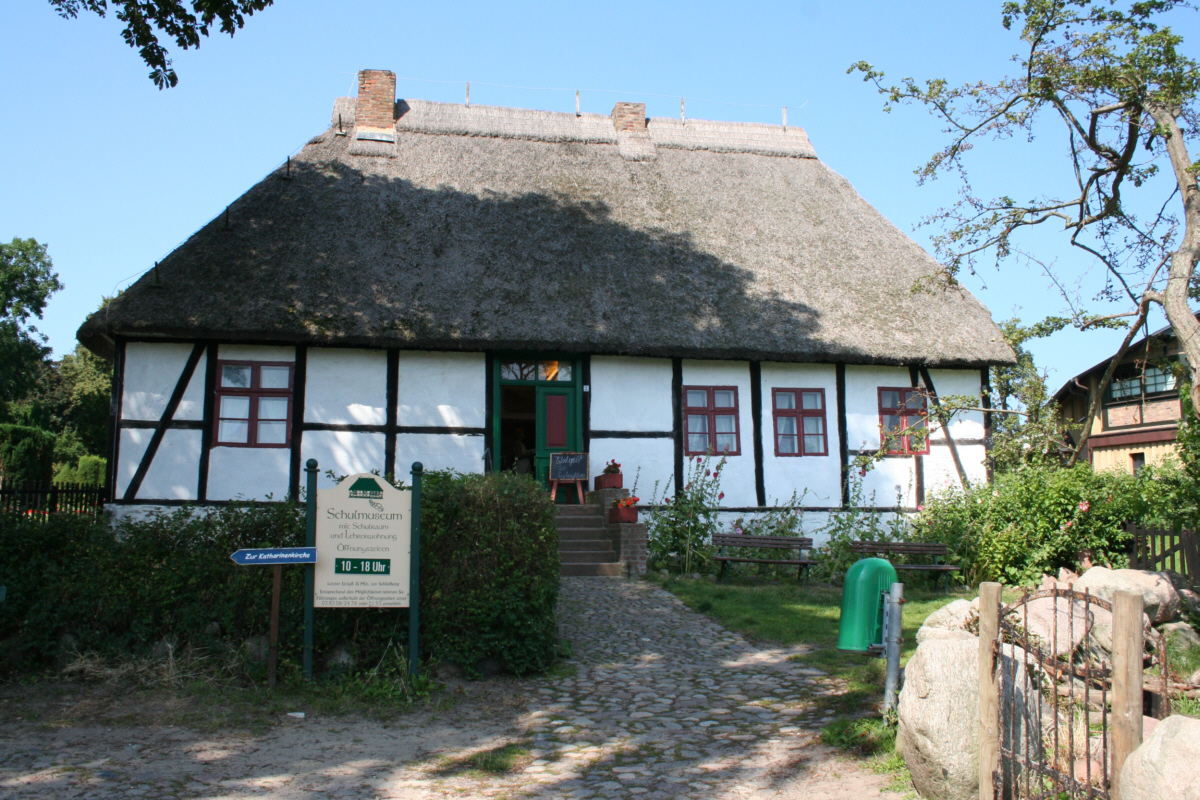
Schulmuseum in Middelhagen
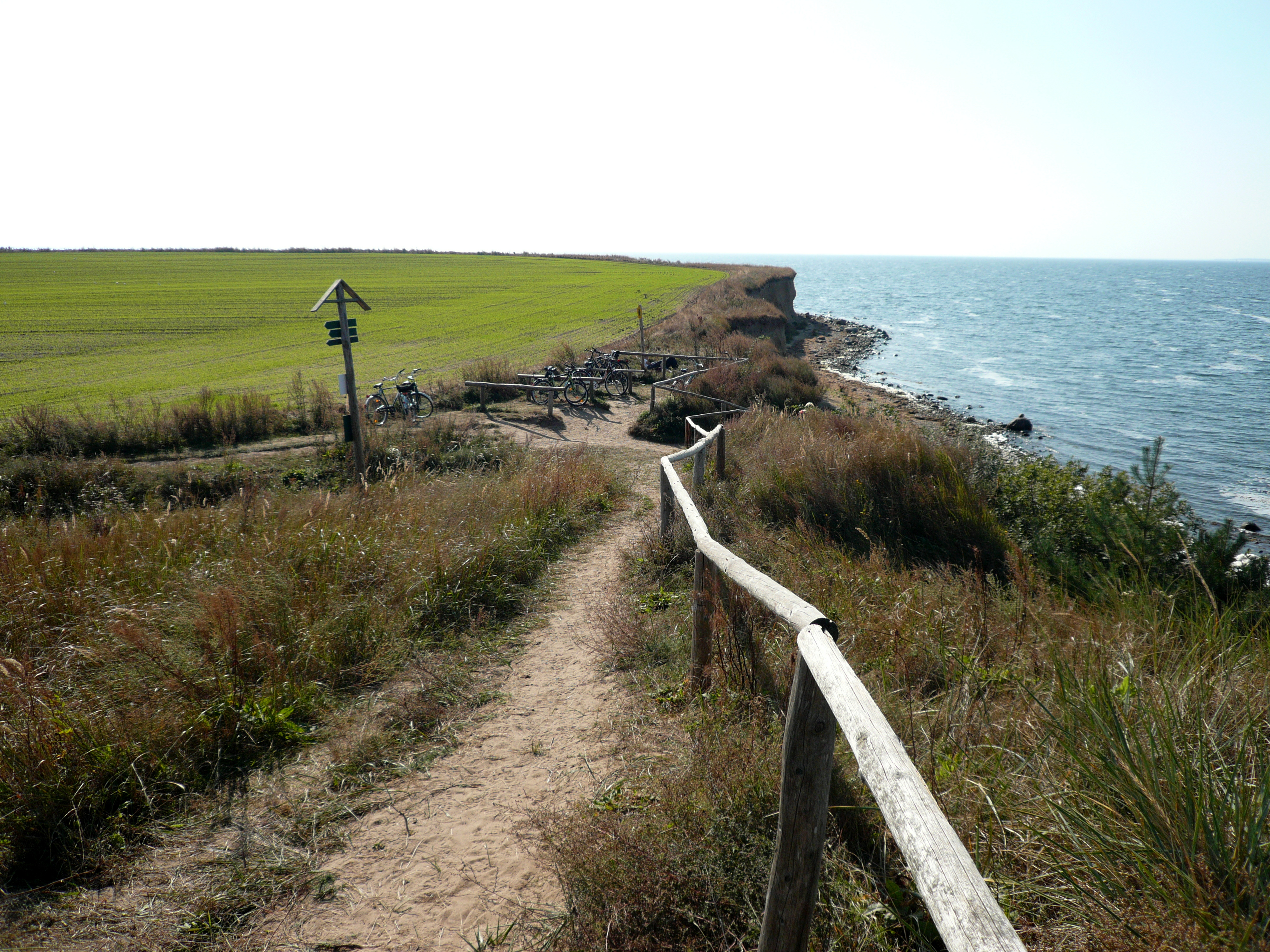
Auf der Landzunge Reddevitzer Höft
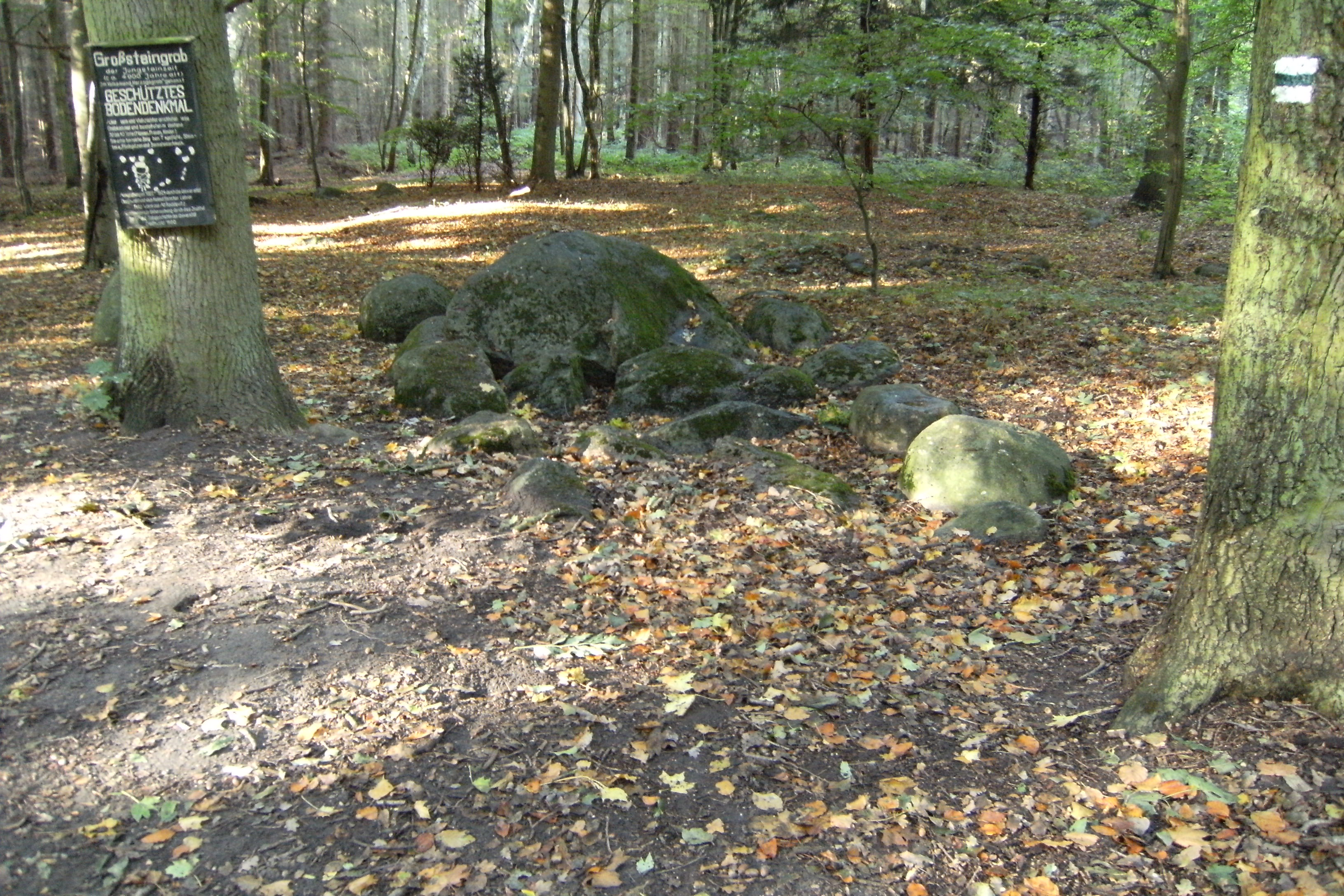
Herzogsgrab Alt Reddevitz
Herzogsgrab Alt Reddevitz Grabungs- und Fundplan 1926

## Verkehrsanbindung
Die Bundesstraße 196 endet nordöstlich im zwei Kilometer entfernten Göhren. Bushaltestellen gibt es in allen Ortsteilen und werden wegen Tourismus und Schulbusverkehr regelmäßig bedient, in der Hauptsaison im Sommer auch zu späten Tageszeiten. Zusätzlich gibt touristische Busverbindungen zu Ausflugszielen.